# Chthamalus revilei
Chthamalus revilei, taxon inquirendum, is een zeepokkensoort uit de familie van de Chthamalidae. De wetenschappelijke naam van de soort werd voor het eerst geldig gepubliceerd in 1878 door Locard.